# Pusterwald
Pusterwald  är en ort och kommun i distriktet Murtal i förbundslandet Steiermark i Österrike.